# Estúdio fotográfico

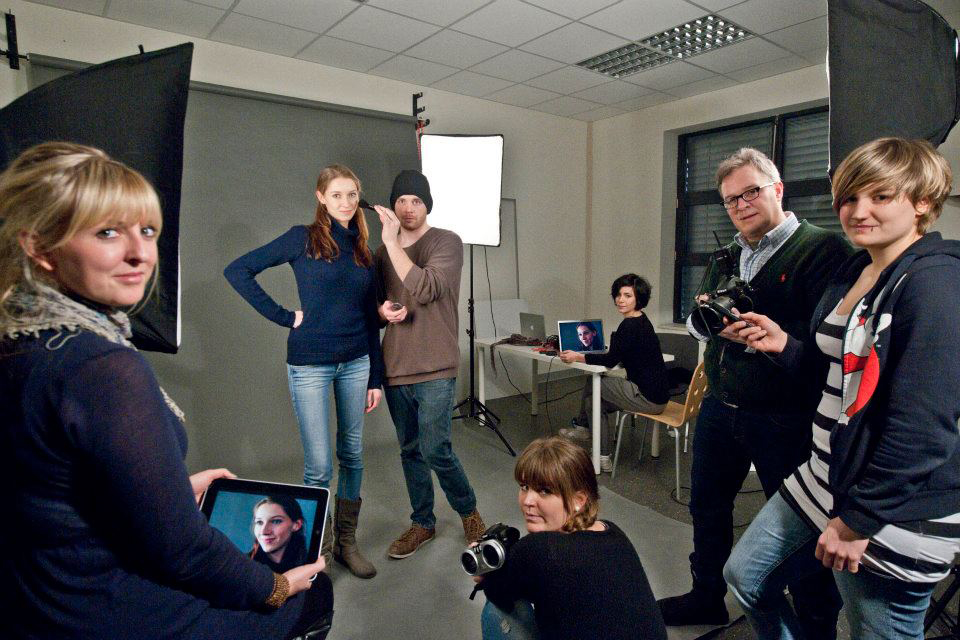
Estúdio fotográfico.

Estúdio fotográfico é o local de trabalho utilizado para a realização de fotografias. Sua principal característica é permitir que o fotógrafo tenha controle total sobre a iluminação utilizada.

## A tecnologia no Estúdio Fotografico
Outra característica comum do estúdio fotográfico, é a utilização do fundo infinito.